# Albanische Basketballnationalmannschaft der Damen
Die albanische Basketballnationalmannschaft der Damen vertritt Albanien im internationalen Basketball und wird vom albanischen Basketballverband (albanisch Federata Shqiptare e Basketbollit) organisiert.
Bisher konnte sich die Mannschaft noch zu keinem größeren internationalen Wettbewerb qualifizieren.

## Abschneiden bei internationalen Wettbewerben

### Olympische Spiele
| - keine |

### Weltmeisterschaften
| - keine |

### Europameisterschaften
| - keine |

## Kader
Eine Übersicht des Kaders findet sich beispielsweise in der englischsprachigen Fassung dieses Artikels oder auf dem Internetportal eurobasket.com (s. Abschnitt Weblinks).